# Phobos (album)
A Phobos a kanadai Voivod együttes 1997-ben megjelent tizedik nagylemeze (és kilencedik stúdióalbuma). A Phobos zeneileg a Negatronnal megkezdett úton megy tovább, de kísérletezőbb felfogásban.
Az utoljára a Nothingface albumon szereplő Voivod karakter ezen az albumon újra főszerepet kapott, és hasonlóan a klasszikus Dimension Hatröss lemezhez, itt is összefüggő sztorit alkotnak a dalok. Az első 11 tételben elmesélt történet szerint Voivod hosszú idő után életre kel a katalepsziából és azt a feladatot kapja, hogy leverje Morgöth földjén a lázadókat. Ahogy ereje visszatér, megkezdi a tisztogatást. Kémműholdat épít és gyilkos baktériummal fertőzi meg a lázadókat. A járvány túlélői Voivod-klónokkal találják szembe magukat és szellemi rabszolgaságba taszítják őket. A harcban legyengült Voivod végül újra visszasüllyed a katalepsziába.
A King Crimson feldolgozás mellett egy Jason Newsteddel (akkor még Metallica basszusgitáros) közösen írt és Newsted által énekelt dal, az M-Body is felkerült a lemezre. Érdekesség, hogy pár évvel később Jason Newsted hivatalosan is a Voivod tagja lett.

## Az album dalai
Az összes szám zenéjét a Voivod írta, a dalszövegeket pedig Michel Langevin és Eric Forrest, kivéve a jelzett helyeken.
1. Catalepsy I – 1:15 (instrumentális)
2. Rise – 4:56
3. Mercury – 5:40
4. Phobos – 6:57
5. Bacteria – 8:09
6. Temps Mort – 1:47 (instrumentális)
7. The Tower – 6:07 (szöveg: Ivan Doroschuck, Langevin)
8. Quantum – 6:38
9. Neutrino – 7:42
10. Forlorn – 6:01 (szöveg: Karyn Crisis Krol, Forrest, Langevin)
11. Catalepsy II – 1:06 (instrumentális)
12. M-Body – 3:38 (zene: Jason Newsted, D'Amour, Langevin / szöveg: Newsted)
13. 21st Century Schizoid Man – 6:37 (King Crimson feldolgozás)

## Zenekar
- Eric Forrest – ének, basszusgitár
- Denis D'Amour – gitár, effektek
- Michel Langevin – dobok